# Koreanischer Gewerkschaftsbund
Der Koreanische Gewerkschaftsbund (koreanisch 전국민주노동조합총연맹 RR Jeongguk Minju Nodong Johap Chongyeonmaeng) auch bekannt als die Koreanische Konföderation der Demokratischen Gewerkschaften ist eine der beiden größten gewerkschaftlichen Dachverbände in Südkorea. Gegründet wurde sie im Jahr 1995 als unabhängige Organisation, die die Interessen von Arbeitnehmerinnen und Arbeitnehmern vertritt. Sie steht im Gegensatz zur Koreanischen Gewerkschaftsföderation (koreanisch 한국노동조합총연맹 RR Hanguk Nodong Johab Chongyeonmaeng), die häufig als enger mit der Regierung verbunden wahrgenommen wird. Sein Vorgänger war der Nationale Gewerkschaftsrat (koreanisch 전국노동조합협의회 RR Jeonguk Nodong Johap Hyeopeuihoe), kurz Jeonno-hyup. Die Kurzform Minju-nochong (koreanisch 민주노총) wird ebenfalls verwendet. Im Englischen lautet ihre offizielle Bezeichnung KCTU (Korean Confederation of Trade Unions), und die der Gewerkschaftsföderation FKTU lautet.
Direkt übersetzt wird der Name als Nationale Konföderation der Demokratischen Gewerkschaften. Sie kooperiert eng mit der koreanischen Linken und ist als Richtungsgewerkschaft zu verstehen, während die Gewerkschaftsföderation sich im Sinne einer Einheitsgewerkschaft präsentiert.

## Geschichte
Die KCTU hat ihre Ursprünge in den demokratischen Arbeiterbewegungen der 1980er-Jahre, die während der Militärdiktaturen in Südkorea entstanden. Während der 70er Jahre wurden landesweit demokratische Arbeitergewerkschaften gegründet, die sich jedoch einzeln nicht lange halten konnten und die Idee einer national koordinierten Gewerkschaft war undenkbar. Gegen Ende des Regimes verstärkten sich die Bestrebungen der Arbeiterbewegungen, ihr Recht auf Leben und eine demokratische, solidarische und progressive Gesellschaft einzufordern. Die FKTU wurde als Gewächs des Militärregimes gesehen, das dessen unterdrückerische Gesetze durchsetzen sollte.

### Ursprünge und Gründung ihrer Vorgängerorganisation
In den Jahren vor der Demokratisierung organisierten sich viele Gewerkschaften bereits in regionale oder branchenspezifische Koalitionen, wie das Sŏnoryŏn (Seoul Bündnis der Arbeiterbewegung), Inmin Noryŏn (Incheon Demokratische Arbeiterliga), Machang Nochong (Masan-Changwon Gewerkschaftsföderation), Samugeum Yŏnmaeng (Nationaler Büro- und Finanzarbeiterunion) Yŏngu Nohyŏp (Forschungs- und Technische Arbeiterunion) Hyundai Cha-nojo (Hyundai Autowerksunion) Poongsan Nojo (Pungsan Metallarbeiterunion). Die Demokratiebewegung und der Juni-Kampf 1987 waren gefolgt von einem landesweiten Generalstreik im Juli mit mehr als 3.000 Streiks insgesamt, mit mehr als 40 gleichzeitigen Streiks pro Tag. Die Zahl der Gewerkschaften stieg von 4.000 auf 7.100, mit 1,8 Millionen Gewerkschaftsmitgliedern, doppelt so viel wie im Vorjahr, und einer gewerkschaftlichen Organisierungsrate von fast 20 Prozent.
Am 22. Dezember 1988 wurde der Nationalrat der Gewerkschaften nach Region und Industrie einberufen und die Gründung einer neuen Organisation wurde auf den 22. Januar in etwa einem Jahr festgelegt. Die Organisation sollte später als der Nationale Gewerkschaftsrat (전국노동조합협의회) bekannt werden und wird auch mit der Kurzfassung Jeonnohyup (전노협) bezeichnet. In den 90ern formierten sich viele Selbstverteidigungsorganisationen der Gewerkschaften, die der Einsatzpolizei entgegen stehen sollten. Am 21. Januar 1990 waren zahlreiche Gewerkschaftsführer der regionalen Zweigstellen bereits verhaftet oder unter Hausarrest gestellt worden. Die Regierung von Präsident Noh Tae-woo hatte ein „hartes Durchgreifen“ gegen den Nationalen Gewerkschaftsrat angekündigt und alle verfügbaren Polizeikräfte an die Orte entsandt, an denen die Gründung stattfinden könnte.
Gerüchte über eine geplante landesweite Notstandserklärung am 22. Januar wurden ebenfalls in den Medien verbreitet, was die Aufmerksamkeit der gesamten Nation auf die Gründungsversammlung lenkte. Selbst der erste Vorsitzende Dan Byung-ho, der vor kurzem von den Mitgliedern des Vorbereitungskomitees gewählt worden war, wurde gesucht.
Das Zentralkomitee des Rates suchte nach einem geeigneten Ort in Seoul oder der Gyeonggi-Region, aber alle Universitäten, Plätze und sogar größere U-Bahn-Stationen waren stark von der Polizei bewacht. Die Entscheidung, den Kongress abzuhalten, wurde erst in der Nacht des 21. Januar bestätigt. Zusätzlich wurden Poster und Medieninterviews erstellt, die besagten, dass die Gründung an der Seoul National University, der Sungkyunkwan-Universität und der Hanyang-Universität stattfinden würde. Auch die Universitäten in den verschiedenen Regionen verteilten Plakate, dass die Versammlung an ihren Schulen stattfinden würde, um die Polizei abzulenken.
Am frühen Morgen des 22. Januar erreichte die Nachricht die Polizei, dass Hauptfunktionäre der Jeonnohyup vom Uijeongbu-Bahnhof in Richtung Dobongsan-Bahnhof unterwegs seien. Als die Nachricht eintraf, dass sie nicht zu Fuß oder nach einer Streuung zusammenkommen würden, sondern mit der Linie 1 der Seoul Metro schnell ins Stadtzentrum von Seoul fahren würden, verließen die meisten Polizeikräfte, die in der Region Seoul und Gyeonggi stationiert waren ihre Positionen, um die Universitäten und Plätze entlang der Linie 1 der Seoul Metro zu umzingeln. Die Universitätsviertel in der Region Gyeonggi waren plötzlich leer, abgesehen von den stationierten Polizisten.
Gegen 1 Uhr waren alle Universitätsviertel entlang der Linie 1, in denen die Gründungszeremonie stattfinden könnte, evakuiert. Über hundert Delegierte, die vom Uijeongbu-Bahnhof mit dem Zug unterwegs waren, wurden verhaftet. Jeonnohyup hatte angekündigt, die Gründungszeremonie um 12 Uhr abzuhalten, aber als es fast 1 Uhr war und nichts passiert war, begannen die Medien zu berichten, dass die Gründung der Jeonnohyup gescheitert sei. Fast alle Gewerkschaftsfunktionäre wurden bereits von Zivilpolizisten verfolgt, und der erste Vorsitzende des Nationalkomitees, Dan Byung-ho, war aufgrund seines imposanten Auftretens besonders gefährdet, da er groß und dünn war und ein grimmiges Aussehen hatte. Zuerst dachten die Mitglieder des Vorbereitungskomitees daran, den Vorsitzenden aufzugeben und die Generalversammlung trotzdem abzuhalten, aber haben sich aufgrund der symbolischen Bedeutung die seine Teilnahme besaß sich dagegen entschieden.
Jedoch opferte der Jeonnohyup einige Delegierte, um die Polizeikräfte in Seoul zu konzentrieren, und versammelte sich dann überraschend auf dem Naturwissenschaftlichen Campus der Sungkyunkwan-Universität in Suwon. Ab dem frühen Morgen des 22. Januar wurde dieser Plan den Delegierten im Geheimen mitgeteilt. Mehr als die Hälfte der Gruppe, die in Richtung Dobongsan zur Ablenkung geschickt wurde, wurden nicht verhaftet und konnten mit der Linie 1 nach Suwon fahren.
Nachdem sie die Teilnehmerzahl im Zug nach Suwon erfasst hatten, stürmten sie direkt zum Campus der Sungkyunkwan-Universität in Suwon. Auf dem Campus waren nur noch wenige stationierte Polizisten, und obwohl etwa hundert Delegierte bereits verhaftet worden waren, waren immer noch 800–900 Delegierte anwesend. Der Studentenrat der Naturwissenschaftlichen Fakultät der Sungkyunkwan-Universität hatte in Absprache mit Jeonnohyup etwa hundert Mitglieder des Studentenrats rekrutiert, die die Nacht auf dem Campus verbrachten und den Veranstaltungsort unter dem Vorwand einer Gesangsaufführung sicherten. Die Veranstaltung begann ohne Zwischenfälle im Auditorium. Da alle Polizeikräfte in Seoul waren, gab es keine Kräfte, die die Gründungszeremonie stören konnten. Nach Beginn der Veranstaltung versuchte die Polizei, Verstärkung zu schicken, aber der starke Schneefall am Vortag führte zu schweren Verkehrsbehinderungen im Süden von Gyeonggi.
Die erste Einsatztruppe, die nach Suwon zurückkehrte, traf ein, als die Gründungszeremonie bereits beendet war und die Demonstration auf dem Campus begann. Die Unterstützungseinheit der Jeonnohyup aus den umliegenden Universitäten in Suwon schloss sich an, und die Demonstration wuchs auf mehrere tausend Teilnehmer an, sodass die Polizei schnell zurückweichen musste. Doch die zweite Einsatztruppe, die eintraf, umfasste eine große Anzahl von Polizisten, darunter die berüchtigte Baekgol-Dan (weiße Knochen-Einheit) und der Gusa-Dae (Freiwillige), die den Campus umzingelten. Es begann ein heftiger Widerstand der Jeonnohyup-Vorhut und der Universitätsverteidigungseinheiten, um Dan Byung-ho und die zentralen Mitglieder der Jeonnohyup zu evakuieren. Da es schneite und der Boden gefroren war, gab es keine Steine zum Werfen, und die Verteidigungseinheiten hatten keine Molotowcocktails mitgebracht, um heimlich auf den Campus zu gelangen. Sie warfen sich buchstäblich mit bloßen Händen, um Dan Byung-ho aus der Schule zu evakuieren. 141 Mitglieder der Verteidigungseinheit „Studenten- und Arbeiter-Schutztruppe“ wurden heldenhaft von der Polizei verhaftet, aber dank ihres Opfers konnte Jeonnohyup ihren Vorsitzenden behalten und den Kampf fortsetzen.
Am selben Tag erklärten Roh Tae-woos Demokratische Gerechtigkeitspartei, Kim Young-sams Vereinigte Demokratische Partei und Kim Jong-pils Neue Demokratische Republikanische Partei ihre Fusion zur Demokratischen Liberalen Partei. Zwei völlig gegensätzliche Gruppen traten am selben Tag im selben Schneesturm in den Vordergrund der koreanischen Gesellschaft.
Die Jeonnohyup sah sich im Zuge des Jahres Repressionen ausgesetzt und bis 1993 wurden 1.973 Arbeiter verhaftet. Ende 1990 war sie zu einer Kraft mit 200.000 Mitgliedern und 600 Einheitsgewerkschaften geworden. Die dritte Resolutionstagung wurde im Gefängnis abgehalten, da die meisten Delegierten inhaftiert waren. Jedoch wandelte sich auch die öffentliche Meinung bezüglich der Arbeiterbewegung und die Medien und das Fernsehen reagierten auf Jeonnohyup mit dem Kampf um die Demokratisierung der Rundfunkanstalten. Der Kampf seit 1991 begann 1995 allmählich zu enden aufgrund des Scheitern des Masan-Changwon-Gewerkschaftsbundstreiks und der Inhaftierung von Dutzenden der Führung, darunter Dan Byung-ho.
Mit der Gründung von Jeonnohyup begannen weitere Organisationen, nationale demokratische Gewerkschaften zu gründen. Angesichts der Repression erkannten sie die Notwendigkeit der Vereinigung und gründeten 1993 den Nationalen Rat der Arbeitsbewegungsvertreter (전국노동운동대표자회의). 1994 wurde begonnen eine nationale Organisation zu schaffen, die alle demokratischen und linken Gewerkschaften umfasst.
Nach der Demokratisierung des Landes verstärkte sich der Druck, unabhängige Gewerkschaften zu gründen, die frei von staatlicher Kontrolle agieren konnten. Am 11. November 1995 schlossen sich drei demokratische Gewerkschaften zusammen und gründeten die KCTU. Die Jeonnohyup sah einen Ausweg, löste sich im Dezember auf und wurde in die KCTU integriert.
Im Jahr 1997 spielte die KCTU eine zentrale Rolle bei Protesten gegen Arbeitsmarktreformen, die im Zuge der Asienkrise eingeführt wurden. Diese Reformen zielten darauf ab, die Wirtschaft zu liberalisieren, was jedoch zu massiven Arbeitsplatzverlusten und Verschlechterungen der Arbeitsbedingungen führte. Die KCTU organisierte Generalstreiks und Demonstrationen, um die Rechte der Arbeiter zu verteidigen.

## Struktur
Die KCTU besteht aus 16 branchenspezifischen Gewerkschaften, unter anderem die Metallarbeiterunion, Gewerkschaft der Beschäftigten des öffentlichen Verkehrs, Beamtengewerkschaft und die Nationale Lehrergewerkschaft.
Die KCTU hat eine demokratische, dezentrale Struktur, in der Delegierte der Mitgliedsgewerkschaften bei Kongressen über die Leitlinien und Strategien der Organisation entscheiden.
Die KCTU ist Mitglied des Internationalen Gewerkschaftsbundes (IGB) und engagiert sich aktiv in globalen Bewegungen für Arbeitnehmerrechte. Sie setzt sich für faire Handelsabkommen und internationale Arbeitsnormen ein.

## Quelle
- 창립선언문 - 창립선언문.